# Strzałkowo (Łukta)
Strzałkowo (deutsch Hinzbruch) ist ein Ort in der polnischen Woiwodschaft Ermland-Masuren. Er gehört zur Gmina Łukta (Landgemeinde Locken) im Powiat Ostródzki (Kreis Osterode in Ostpreußen).

## Geographische Lage
Strzałkowo liegt im Westen der Woiwodschaft Ermland-Masuren, zwölf Kilometer nordöstlich der Kreisstadt Ostróda (deutsch Osterode in Ostpreußen).

## Geschichte
Der Ort Hinzbruch bestand vor 1945 lediglich aus ein paar kleinen Gehöften. Von 1874 bis 1945 war die Landgemeinde Hinzbruch in den Amtsbezirk Ramten (polnisch Ramoty) im Kreis Osterode in Ostpreußen eingegliedert.
Im Jahre 1910 waren 86 Einwohner in Hinzbruch gemeldet. Ihre Zahl belief sich 1933 auf 67 und 1939 auf 70. Von den 70 Einwohnern 1939 waren 52 in der Land- und Forstwirtschaft sowie zehn in Industrie und Handwerk tätig.
In Kriegsfolge kam Hinzbruch 1945 mit dem gesamten südlichen Ostpreußen zu Polen. Das Dorf erhielt die polnischen Namensform „Strzałkow“ und ist heute – eingegliedert in das Schulzenamt (polnisch Sołectwo) Łukta (Locken) – eine Ortschaft im Verbund der Landgemeinde Łukta im Powiat Ostródzki (Kreis Osterode in Ostpreußen), bis 1998 der Woiwodschaft Olsztyn, seither der Woiwodschaft Ermland-Masuren mit Sitz in Olsztyn (Allenstein) zugehörig.

## Kirche
Bis 1945 war Hinzbruch in die evangelische Kirche Locken in der Kirchenprovinz Ostpreußen der Kirche der Altpreußischen Union, außerdem in die römisch-katholische Kirche Osterode in Ostpreußen eingepfarrt.
Heute gehört Strzałkowo katholischerseits zur Pfarrei Łukta im Erzbistum Ermland, evangelischerseits zur Kirche Łęguty (Langgut), einer Filialkirche von Ostróda in der Diözese Masuren der Evangelisch-Augsburgischen Kirche in Polen.

## Verkehr
Strzałkowo liegt westlich der Woiwodschaftsstraße 530 und ist von Łukta (Locken) und auch von Tabórz (Taberbrück) aus zu erreichen. Auch zum Nachbarort Dragolice (Draglitz) besteht eine Straßenverbindung.
Eine Anbindung an den Bahnverkehr existiert nicht.